# La Faba
La Faba es una localidad del municipio de Vega de Valcarce en la comarca de El Bierzo, provincia de León, Comunidad Autónoma de Castilla y León, España. A fecha de 1 de enero de 2012 tenía una población de 25 habitantes (Datos del Instituto Nacional de Estadística).
En el Camino de Santiago, final del Valle del Valcarce entre La Laguna de Castilla y Las Herrerías subiendo hacia El Cebrero, penúltimo pueblo de León.
Las poblaciones más cercanas a La Faba son Bargelas, San Tirso y Las Lamas, y está a 920 m de altitud.
La iglesia está encomendada a San Andrés, de los siglos XVI y XVIII y con una mezcla de dos épocas: Renacimiento y Barroco. Es un edificio de una sola nave dividida en dos tramos, la cabecera con bóveda de medio cañón y arco perpiaño apoyado sobre pilastras adosadas dando acceso a la nave, que se cubre con estructura de madera a dos aguas con tirantes, situándose después, en elevado, el coro, de madera recortada y con una escalera de acceso muy rudimentaria. Su patrimonio está compuesto por un retablo de estilo barroco y dos pilas, una bautismal con gallones, y otra de agua bendita de amplia proporción y pie bajo, con igual decoración realizadas en piedras enterizas de sillería.
Al subir hacia La Faba, partiendo de Vega de Valcarce, en una vaguada antes de llegar al pueblo, se conserva, casi escondido entre la vegetación, un pequeño puente medieval compuesto por una bóveda en arco de medio punto y una embocadura formada por lajas de pizarra, sin pretil ni trasdós.
Hay que identificarla con la localidad reseñada en el Códice Calixtino como Villaus (Villa Ursi, Villa Oxa, Villa Oix, Villa Uxi, Villa Ux, etc., en otras fuentes contemporáneas).